# Ouziel El-Haïk
Ouziel El-Haïk, mort en 1818 à Tunis, est un rabbin tunisien qui occupa la fonction de grand-rabbin de Tunisie.

## Éléments biographiques
Il est le successeur d'Isaac de David El Haïk, en tant que grand-rabbin de la communauté livournaise (Granas) et président du tribunal rabbinique, la date à partir de laquelle il exerce ces fonctions étant inconnue.
David Haïm Valensi lui succède en tant que grand-rabbin de Tunisie et président du tribunal rabbinique.

## Œuvres
Ses proches ont recueilli ses écrits et en font deux ouvrages. Le premier, Mashkinot ha-roim, signifiant Les Demeures des Bergers en hébreu, est publié en 1860 à Livourne ; il s'agit d'un recueil de 1 499 responsa données sur les sujets les plus divers, le texte constituant aujourd'hui la source la plus précieuse sur la vie des communautés juives de Tunisie aux XVIIe et XVIIIe siècles. David Cazès a été le premier à attirer l'attention des intellectuels sur l'importance de cet ouvrage. Le second, Hayyim ve-Hased, publié à Livourne en 1873, est un recueil d'homélies et d'éloges funèbres prononcées de 1767 à 1810.